# Кинайм
Кинайм (фр. Kienheim) — коммуна на северо-востоке Франции в регионе Гранд-Эст (бывший Эльзас — Шампань — Арденны — Лотарингия), департамент Нижний Рейн, округ Саверн, кантон Буксвиллер. До марта 2015 года коммуна административно входила в состав упразднённого кантона Трюштерсайм (округ Страсбур-Кампань).
Площадь коммуны — 3,18 км², население — 569 человек (2006) с тенденцией к росту: 586 человек (2013), плотность населения — 184,3 чел/км².

## Население
Население коммуны в 2011 году составляло 588 человек, в 2012 году — 582 человека, а в 2013-м — 586 человек.
| 1962 | 1968 | 1975 | 1982 | 1990 | 1999 | 2006 | 2008 | 2011 | 2012 | 2013 |
| ---- | ---- | ---- | ---- | ---- | ---- | ---- | ---- | ---- | ---- | ---- |
| 173  | 175  | 203  | 516  | 538  | 519  | 569  | 576  | 588  | 582  | 586  |

Динамика населения:

## Экономика
В 2010 году из 383 человек трудоспособного возраста (от 15 до 64 лет) 283 были экономически активными, 100 — неактивными (показатель активности 73,9 %, в 1999 году — 69,2 %). Из 283 активных трудоспособных жителей работали 270 человек (138 мужчин и 132 женщины), 13 числились безработными (6 мужчин и 7 женщин). Среди 100 трудоспособных неактивных граждан 30 были учениками либо студентами, 61 — пенсионерами, а ещё 9 — были неактивны в силу других причин.

## Достопримечательности (фотогалерея)

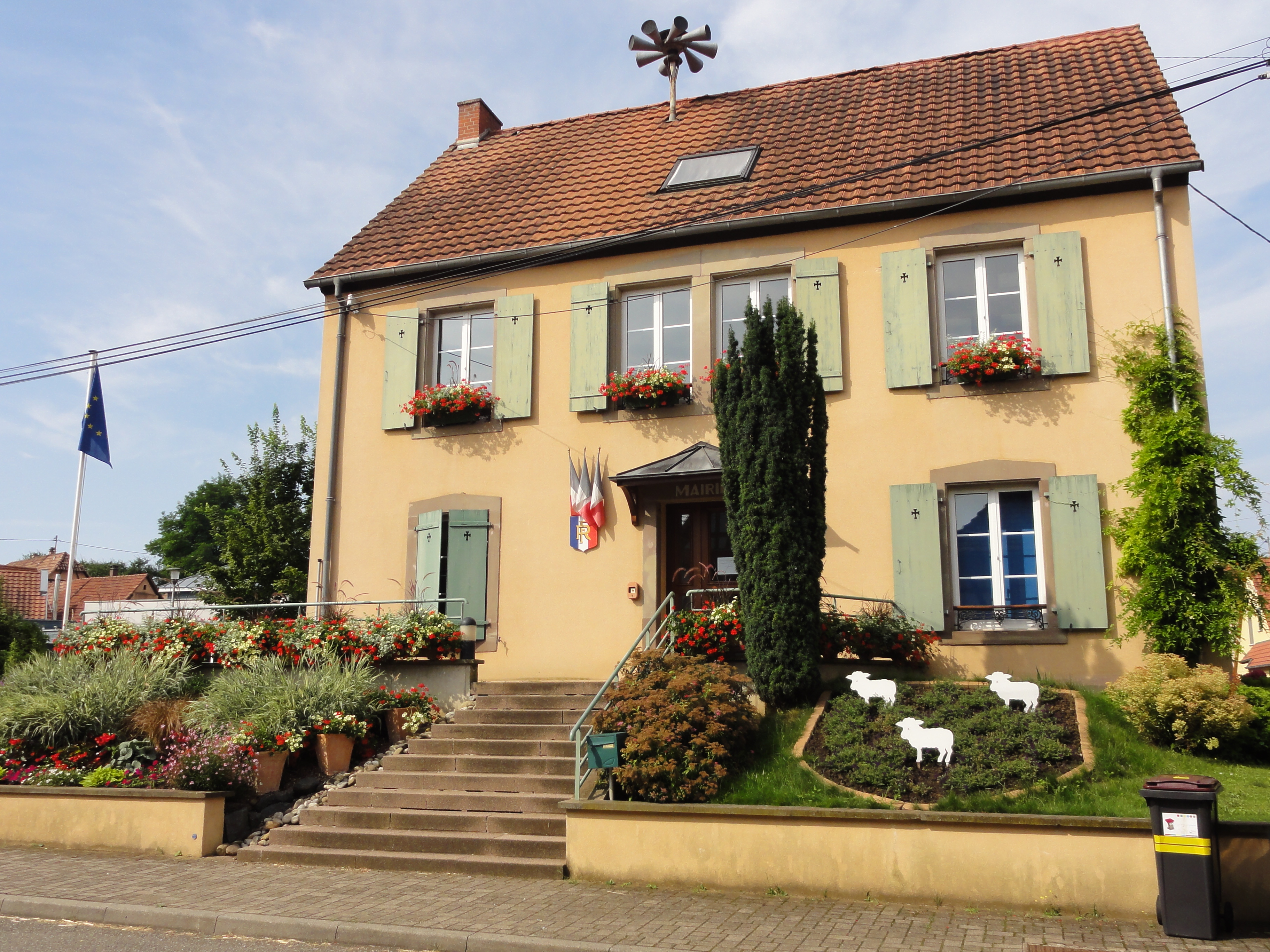
Здание мэрии
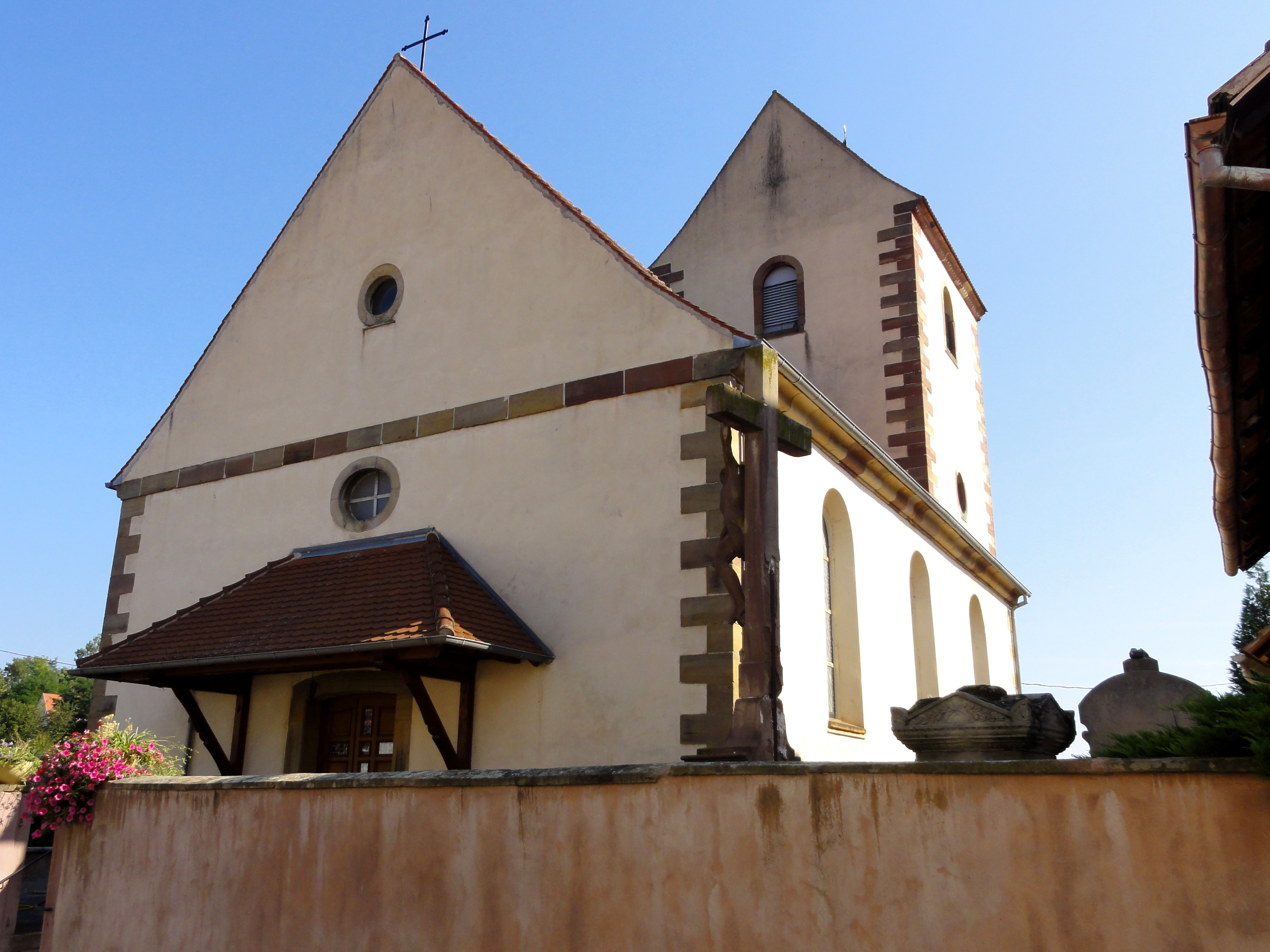
Церковь святого Николая
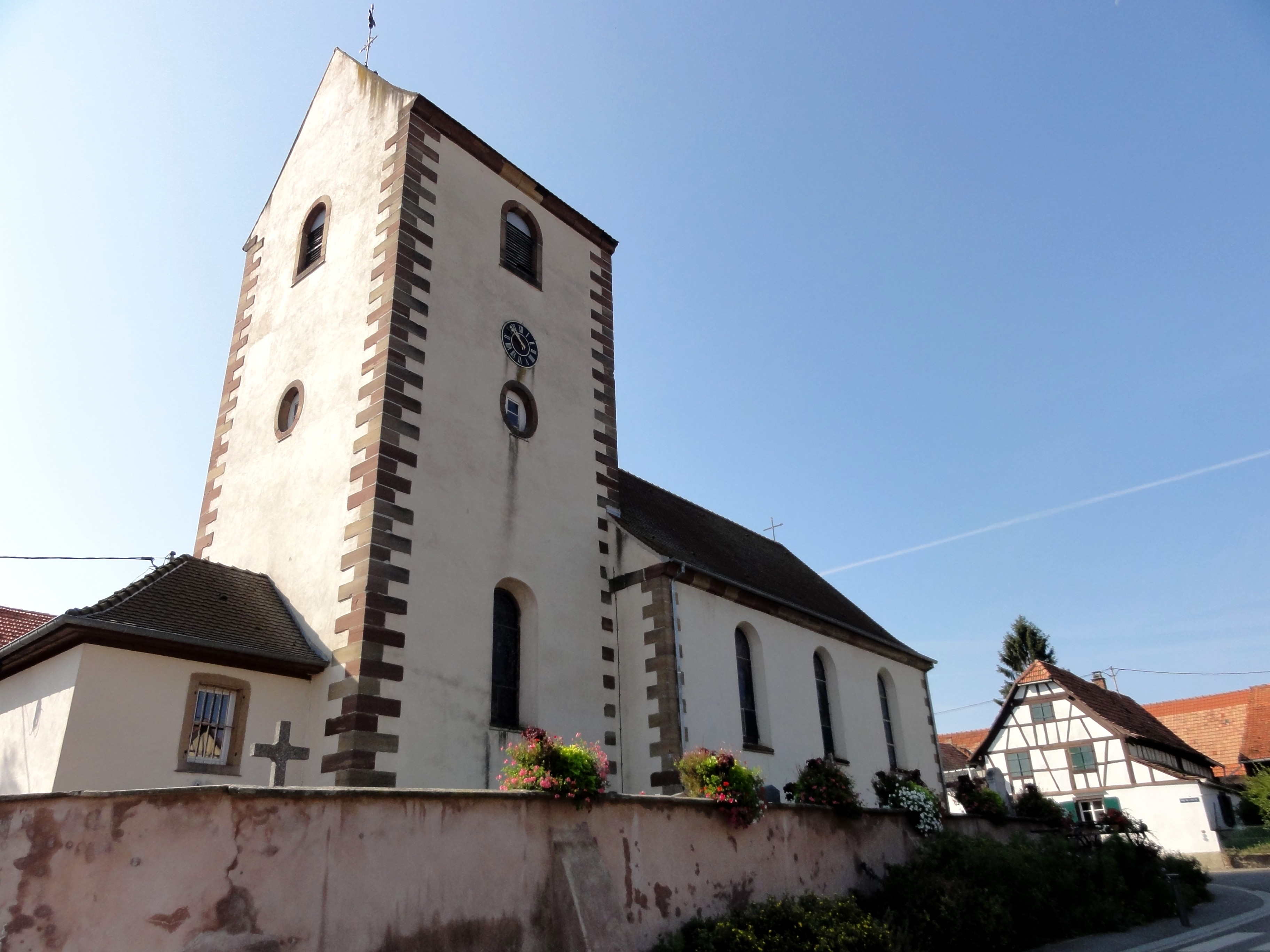
Колокольня